# 鈴木仁 (俳優)
鈴木 仁（すずき じん、1999年7月22日 - ）は、日本の俳優、ファッションモデル。
東京都出身。アミューズ所属。

## 略歴
2014年10月13日、「アミューズ オーディション2014」でファイナリストに選ばれる。
2016年11月10日、第31回MEN'S NON-NOモデルオーディションで準グランプリに選ばれる。
2017年4月14日、TBS系金曜ドラマ『リバース』で俳優デビュー。
2018年4月17日、TBS系火曜ドラマ『花のち晴れ〜花男 Next Season〜』でC5の成宮一茶役を演じ話題となる。
2020年11月6日、映画『ジオラマボーイ・パノラマガール』にて、神奈川ケンイチ役で映画初主演を務める。同年11月28日、舞台『オレステスとピュラデス』にて、オレステス役で舞台初主演を務める。
2022年4月7日、テレビドラマ『モトカレ←リトライ』にて、平子楓役でテレビドラマ初主演を務める。

## 人物
趣味・特技はサッカー。

## 出演
役名の太字は主演作品。

### テレビドラマ
- リバース（2017年4月14日 - 6月16日、TBS） - 相良了平 役[10]
- 兄に愛されすぎて困ってます（2017年4月13日 - 5月11日、日本テレビ） - 早川先輩 役[11]
- 花のち晴れ〜花男 Next Season〜（2018年4月17日 - 6月26日、TBS） - 成宮一茶 役[6]
- 3年A組-今から皆さんは、人質です-（2019年1月6日 - 3月10日、日本テレビ） - 里見海斗 役[12]
- 白衣の戦士! 第1話（2019年4月10日、日本テレビ） - 細川潤也 役[13]
- TWO WEEKS（2019年7月16日 - 9月17日、関西テレビ・フジテレビ） - 乾大輝 役[14]
- ニッポンノワール-刑事Yの反乱- 第9話・最終話（2019年12月8日・15日、日本テレビ） - 里見海斗 役[15]
- DIVER-特殊捜査班- 第2話（2020年9月29日、関西テレビ・フジテレビ） - 小野原光生 役
- そのご縁、お届けします-メルカリであったほんとの話- 第3話（2020年11月18日、MBS・TBS） - 椿竜也 役[16]
- 30禁 それは30歳未満お断りの恋。（2021年1月12日 - 3月2日、フジテレビ） - 佐藤真雪 役[17][注釈 4]
- ホリミヤ（2021年2月17日 - 3月31日、MBS・TBS） - 石川透 役
- 警視庁・捜査一課長 Season5 第1話（2021年4月8日、テレビ朝日） - 勝又克樹 役[18]
- お耳に合いましたら。（2021年7月9日 - 10月1日、テレビ東京） - 佐々木涼平 役[19]
- 消えた初恋（2021年10月9日 - 12月18日、テレビ朝日） - 相多颯人 役[20][21]
- お花のセンセイ（2021年12月23日、テレビ朝日） - 萩原大樹 役[22]
- モトカレ←リトライ（2022年4月7日 - 5月26日、テレビ神奈川 他） - 主演・平子楓 役[注釈 3][9]
- 今夜すきやきだよ（2023年1月7日 - 3月25日、テレビ東京） - 杉浦ゆき 役[23]
- さらば、佳き日（2023年6月12日 - 7月31日、テレビ東京） - 主演・広瀬桂一 役[注釈 5][24]
- Tokyo Woman（2023年11月7日 - 10日、フジテレビ） - 笠井俊介 役[25]
- 大奥 第1話・第2話・第5話（2024年1月18日・1月25日・2月15日、フジテレビ） - 久我信道 役[26]
- 95 第2話 - 最終話（2024年4月15日 - 6月10日、テレビ東京） - 宝来隼人 役[27]
- 素晴らしき哉、先生!（2024年8月18日 - 10月6日、朝日放送テレビ・テレビ朝日） - 南田健吾 役[28][29][30]
- 復讐カレシ〜溺愛社長の顔にはウラがある〜（2025年2月28日 - 4月18日、MBS） - 主演・佐鳥駿 役[注釈 6][31]
- ダメマネ! -ダメなタレント、マネジメントします-（2025年4月20日 - 6月22日、日本テレビ） - 小野寺勉 役[32]

### ウェブドラマ
- デートまで（2018年7月17日 - 8月2日、Instagram） - 主演・八太郎 役[注釈 7]
- 3年A組-今から皆さんだけの、卒業式です-（2019年3月10日・17日、Hulu） - 里見海斗 役[33]
- TWO WEEKS チェインストーリー #2.5『TWO DAYS〜強行犯係〜』・#8.5『TWO DAYS〜灰谷〜』（2019年7月23日・9月3日、GYAO!） - 乾大輝 役[34]
- 7日で恋は叶うのか?（2020年5月16日 - 22日、YouTube） - ケイト 役[35]
- 新人ヤマトくん（2020年10月27日 - 、Instagram） - 主演・ヤマトくん 役
- エレベーターはもう開かない 第2話・第3話（2021年6月18日・25日、NUMA）[36]
- ギヴン（2021年7月17日 - 8月21日、FOD） - 主演・上ノ山立夏 役[注釈 8][37]
- 僕らが殺した、最愛のキミ（2021年9月17日 - 10月8日、TELASA） - 主演・尾崎元 役[注釈 9][38]
- モトカレ←リトライ～カノジョが知らない僕たちの本音～（2022年5月27日・6月3日、dTV） - 主演・平子楓 役[39]
- 君に届け（2023年3月30日、Netflix） - 三浦健人 役[注釈 10][40]
- さらば、銃よ 警視庁特別銃装班（2023年4月14日 - 6月9日、Lemino） - 桶川劉生 役[41]
- #たぬきのデンゴン（2025年7月14日、「STUDIO sauce」公式SNS・TOQビジョン） - 主演・渋谷怜央 役[42]

### 映画
- 心に吹く風（2017年6月17日公開、松竹） - リョウスケ （高校時代） 役[43]
- 兄に愛されすぎて困ってます（2017年6月30日公開、松竹） - 早川先輩 役[11]
- 斉木楠雄のΨ難（2017年10月21日公開、アスミック・エース） - クラスメイト 役
- 4月の君、スピカ。（2019年4月5日公開、イオンエンターテイメント） - 大高深月 役[44]
- 小さな恋のうた（2019年5月24日公開、東映） - 新里大輝 役[45]
- のぼる小寺さん（2020年7月3日公開、ビターズ・エンド） - 四条 役[46]
- ジオラマボーイ・パノラマガール（2020年11月6日公開、イオンエンターテイメント） - 主演・神奈川ケンイチ 役[注釈 1] [7]
- ホリミヤ（2021年2月5日公開、マイシアターD.D.） - 石川透 役
- ブレイブ 群青戦記（2021年3月12日公開、東宝） - 黒川敏晃 役[47]
- モエカレはオレンジ色（2022年7月8日公開、松竹） - 姫野恒星 役[48]
- からかい上手の高木さん（2024年5月31日公開、東宝） - 中井 役[49]
- 八犬伝（2024年10月25日公開、キノフィルムズ） - 犬川壮助 役[50]
- かくかくしかじか（2025年5月16日公開、ワーナー・ブラザース映画） - 今ちゃん 役[51]
- 時には懺悔を（2026年公開予定、ソニー・ピクチャーズ エンタテインメント）[52][53]

### 舞台
- オレステスとピュラデス（2020年11月28日 - 12月13日、KAAT神奈川芸術劇場） - 主演・オレステス 役[注釈 2][8]
- INSPIRE 陰陽師（2020年12月31日 - 2021年1月6日、日生劇場） - 南斗 役[54]
- オールナイトニッポン55周年記念公演「宮沢賢治『銀河鉄道の夜』より『たぶんこれ銀河鉄道の夜』 〜The Night of the Milky Way Train(right?)〜」（2023年3月17日 - 4月16日、紀伊國屋サザンシアター TAKASHIMAYA 他3会場） - YouTuber・ざきしょー 役[55]
- シッダールタ（2025年11月15日 - 12月27日〈予定〉、世田谷パブリックシアター / 2026年1月〈予定〉、兵庫県立芸術文化センター 阪急中ホール）[56]

### テレビ番組
- ハンサムゼミ（2021年1月26日 - 12月22日、MBS）[57]
- ムビきゅん（2023年4月27日 - 、TBS） - MC[58]

### ウェブ番組
- 『消えた初恋』学級日誌（2021年11月7日 - 12月12日、TELASA） [59]

### ナレーション
- NEXT DOOR（2022年6月24日、NHK Eテレ）[60]

### CM
- ユニバーサル・スタジオ・ジャパン『青春は一瞬で、無限大だ。2019年秋』篇（2019年9月27日 - ）
- JUN『かわいいにまっすぐ。ロペピクニック×タッチ』篇（2019年10月24日 - ）
- JR東海 うまし うるわし奈良『大神神社・山の辺の道』篇（2020年4月1日 - ）
- リクルートマーケティングパートナーズ『ゼクシィ』（2020年4月22日 - ）[61]
- 富士フイルム instax SQUARE SQ1（2020年11月27日 - ）
- ユニクロ『LifeとWear Mジーンズ買い物』篇（2021年2月12日 - ）
- Roger Vivier 2022-2023年 秋冬キャンペーンムービー（2022年9月22日 - ）[62]
- 三菱地所『近くて遠いこの部屋で』（2023年11月17日 - ）[63]

### ミュージック・ビデオ
- GOOD ON THE REEL『交換日記』（2021年4月28日）[64]
- 小田朋美『万葉 feat.TENDRE』（2022年3月30日）[65]
- ONEW『キラキラ』（2022年5月24日）[66]

### モデル
- TEAM HANDSOME!×SHIBUYA109 Valentine Campaign（2021年2月9日 - 23日）[67]
- スナイデル（2022年12月5日 - ）[68]

## 作品

### CD
- 小さな恋のうたバンド『小さな恋のうた』（2019年5月22日、ユニバーサルミュージック）
- 15th Anniversary SUPER HANDSOME COLLECTION『JUMP↑』（2019年11月30日、アミューズソフトエンタテインメント）
- SUPER HANDSOME COLLECTION『GET IT BACK!』（2020年12月23日、アミューズソフトエンタテインメント）[69]

### 映像ソフト
- 15th Anniversary SUPER HANDSOME LIVE『JUMP↑ with YOU』（2020年7月10日、アミューズソフトエンタテインメント）
- SUPER HANDSOME LIVE 2021 OVER THE RAINBOW（2021年10月20日、アミューズソフトエンタテインメント）

## 書籍

### 雑誌連載
- MEN'S NON-NO（2016年 - ） - 専属モデル

### 写真集
- 鈴木仁 ファースト写真集『INTRO.』（2019年10月10日、集英社）ISBN 978-4-0878-0873-5
- zine〜旅〜（2021年7月22日、アミューズ）[70]
- zine 第2弾（2022年7月22日、アミューズ）[70]

## 写真展
- ZJINE展（2022年7月22日 - 31日、渋谷パルコ GALLERY X）[70]
- JIN SUZUKI PHOTO EXHIBITION ZJINE/_side（2023年7月4日 - 30日、渋谷パルコ / 8月4日 - 16日、心斎橋パルコ）[71]
- ZJINE展 -being-（2024年7月19日 - 21日、SOCIAL TOKYO /  8月9日 - 11日、SIROIRO）[72]